# Neoseiulus gracilentus
Neoseiulus gracilentus är en spindeldjursart som först beskrevs av Hirschmann 1962.  Neoseiulus gracilentus ingår i släktet Neoseiulus och familjen Phytoseiidae. Inga underarter finns listade i Catalogue of Life.